# Александровский дворец (яйцо Фаберже)
«Александровский дворец» — ювелирное яйцо, одно из пятидесяти двух императорских пасхальных яиц, изготовленных фирмой Карла Фаберже для русской императорской семьи. Яйцо было создано по заказу Николая II в 1908, который подарил его своей жене Александре Фёдоровне на Пасху 1908 года. Поступило из Валютного фонда Наркомфина в 1927 году. Хранится в Оружейной палате — Государственном музее Московского Кремля, инв. No MP-648, Москва, Россия.

## Описание
Нефритовое пасхальное яйцо изготовлено мастером Генрихом Вигстремом фирмы Карла Фаберже (Санкт-Петербург) в 1908 году по заказу Николая II. Приобретено за 12 тысяч 300 рублей. Ювелирное яйцо «Александровский дворец», состоит из двух шарнирносоединённых частей, инкрустировано золотом и драгоценными камнями, украшено пятью миниатюрными акварелями — портретами детей Николая II, обрамлёнными алмазами. Над портретами выложены алмазами заглавные буквы имён детей. На яйце вверху и внизу укреплены плоские треугольные бриллианты, под которыми на серебряной фольге исполнены чернью монограмма императрицы Александры Фёдоровны и дата «1908».
Подставка под яйцо изготовлена в 1989 году на Московском экспериментальном ювелирном заводе мастером С. Бугровым по эскизу художника Т. Д. Жарковой. Подлинная подставка отсутствует.

## Сюрприз

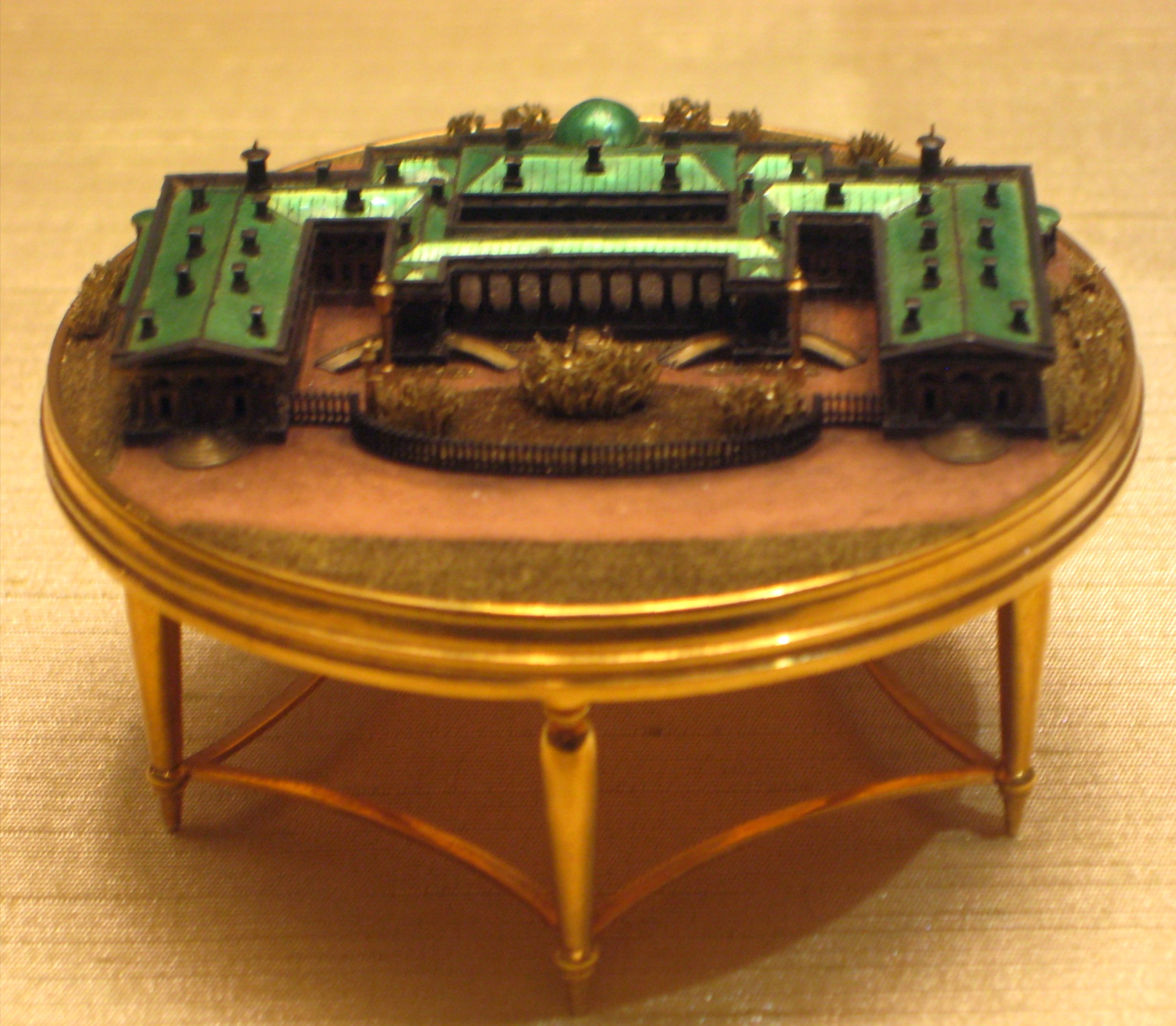
Сюрприз: Александровский дворец

Модель Александровского дворца выполнена из золота и серебра, окна дворца — из горного хрусталя, кровля перекрыта светло-зелёной эмалью. Модель укреплена на золотом столике с гравированной надписью «ЦАРСКОСЕЛЬСКИЙ ДВОРЕЦ».

## Источник вдохновения
Царскосельский (Александровский) дворец был загородной резиденцией императора Николая II и членов его семьи, которые редко покидали стены дворца и вели уединённый, замкнутый образ жизни, за что получили от современников прозвище «царскосельские отшельники».

## Владельцы
Ювелирное пасхальное яйцо «Александровский дворец» подарено императором супруге императрице Александре Фёдоровне на Пасху 1908 года.
С 1913 по 1916 год яйцо хранилось в Сиреневой гостиной Александры Федоровны Александровского (Царскосельского) дворца.
В 1917 году было конфисковано отрядами Керенского во время февральской революции, вместе со многими другими Императорскими сокровищами. Перевезено в Аничков дворец. Поступило в Валютный фонд Наркомфина в 1927 году и передано в Оружейную палату, где хранится в Государственном музее Московского Кремля, инв. No MP-648, Москва, Россия. Является одним из десяти яиц фирмы Фаберже в коллекции Оружейной палаты в Москве.